# Jim Turner
Pour les articles homonymes, voir Turner.
Jim Turner est un acteur américain, né le 28 octobre 1952 à Colorado Springs.

## Biographie
Jim Turner étudie à l'université de l'Iowa. Une de ses premières apparitions est dans le film Génération perdue où il campe un rôle de figurant. À partir de 1987, il commence à se faire un nom, notamment en interprétant un personnage nommé Randee of the Redwoods sur la chaîne MTV. Après avoir joué quelques rôles dans des films de seconde zone ainsi que dans Tel est pris qui croyait prendre, Turner commence à doubler quelques personnages de la série télévisée Les Razmoket.
En 1996, il est un personnage secondaire du film Bienvenue chez Joe, produit par MTV, et commence à mettre sa carrière au cinéma de côté pour apparaître de plus en plus à la télévision, dans les séries télévisées. Il décroche un rôle principal dans la série Arliss. Il revient au cinéma en 2005, jouant un petit rôle dans Match en famille et un second rôle dans Ma sorcière bien-aimée.

## Filmographie
- 1987 - Génération perdue : Propriétaire de la station-service
- 1994 - Roseanne (série télévisée) : Stu Mehlman (épisode C’est pas une vie de la saison 6, épisode 13)
- 1994 - Tel est pris qui croyait prendre : Phil
- 1993-1994 Les Razmoket (série télévisée) : Voix additionnelles (Quatre épisodes)
- 1995 - If Not for You (série télévisée) : Cal
- 1996 - Une maman formidable (série télévisée) : Professeur Stan Meadows (épisode Cours du soir, espoir de la saison 3, épisode 20)
- 1996 - Bienvenue chez Joe (film) : Alex Crément / Voix d'un cafard
- 1997 - Sliders : Les Mondes parallèles (série télévisée) : Michael Mallory (épisode Un monde de pyramides de la saison 3, épisode 14)
- 1997 - Tracey Takes On... (série télévisée) : Scott (épisode Music de la saison 2, épisode 15)
- 1999 - That '70s Show (série télévisée) : Le thérapeute (épisode Le catch, c'est bath de la saison 1, épisode 15)
- 1999 - Dharma et Greg (série télévisée) : Chapman (épisode Thérapie hippie de la saison 2, épisode 19)
- 2000 - Tenacious D (série télévisée) : Chef du Jesus Ranch (épisode 6 de la saison unique Road Gig)
- 1996-2002 - Arliss (série télévisée) : Kirby Carlisle
- 2002 - Providence (série télévisée) : Andy Boyer (épisodes The Eleventh Hour de la saison 5, épisodes 11 et 12)
- 2004 - Division d'élite (série télévisée) : Ray (épisodes La fin de l'innocence de la saison 4, épisodes 21 et 22)
- 2005 - Match en famille (film) : Jim Davidson
- 2005 - Ma sorcière bien-aimée (film) : Larry
- 2005 - Un gars du Queens (série télévisée) : DJ Ron (épisode G'Night, Stalker de la saison 8, épisode 9)
- 2006 - Oui, chérie ! (série télévisée) : Leonard (épisode La limousine de la saison 6, épisode 14)
- 2006 - Lucky Louie (série télévisée) : Jeff (épisode 9 de la saison unique Boire et conduire
- 2008 - Appelez-moi Dave (film) : Le docteur
- 2008 - Boston Justice (série télévisée) : Père Joseph Martin (épisode La fin de la saison 5, épisode 13 -dernier épisode de la série-)
- 2009 - Jonas L. A. (série télévisée) : Robert Lincoln Coler (épisode L'Anniversaire de Stella de la saison 1, épisode 16
- 2009 - Brothers and Sisters (série télévisée) : L'interviewer (épisode Carte postale de la saison 4, épisode 4)
- 2009 - Love Hurts : Le docteur
- 2010 - Les Feux de l'amour (série télévisée) : Docteur Gleason (Un épisode)
- 2010 - Party Down (série télévisée) : Duane (épisode Constance Carmell Wedding de la saison 2, épisode 10 -dernier épisode de la série-)
- 2012 - Happy Endings (série télévisée) : Type d'âge-moyen (épisode Meet the Parrots de la saison 2, épisode 11)
- 2012 - The Big Bang Theory (série télévisée) : Révérend White (épisode L'Hypothèse de recombinaison de la saison 5, épisode 13)
- 2012 - Castle (série télévisée) : Janacek Spivey (épisode Pandore, deuxième partie, saison 4, épisode 16)
- 2012 - Franklin and Bash (série télévisée) : Avocat de Joan (épisode Strange Brew de la saison 2, épisode 1)
- 2012 - Six chiens sinon rien (vidéo) : Monsieur Geitzen
- 2012 - Grey's Anatomy (série télévisée) : Docteur Schacter (épisode Rétrospection de la saison 9, épisode 2)
- 2013 - Jobs (film) : Mandataire de Jobs
- 2013 - Perception (série télévisée) : Docteur Bilson (épisode Menace toxique de la saison 2, épisode 4)
- 2014 - Anger Management (série télévisée) : Roland (épisode Séquence parentale de la saison 2, épisode 62)
- 2014 - Parenthood (série télévisée) : Un soignant (épisode Bon rétablissement de la saison 6, épisode 4)
- 2014 - Murder (série télévisée) : George Gabler (épisode Habeas corpus de la saison 1, épisode 6)
- 2016 - Flaked (série télévisée) : le président (épisode Sunset de la saison 1, épisode 8)
- 2016 - Esprits criminels (série télévisée) : Chef Jim Cooper (épisode Perdus dans la nuit de la saison 12, épisode 6)
- 2019 - Mom (série télévisée) : Rick (épisode Audrey Hepburn and a Jalapeño Popper de la saison 7, épisode 1)